# Joseph, Better You Than Me
Joseph, Better You Than Me è un brano musicale del gruppo musicale rock The Killers in collaborazione con Elton John e Neil Tennant. La canzone fu pubblicata il 16 dicembre 2008 come singolo natalizio per il download.
Il ricavato di questa canzone è andato a favore della (RED) Campaign ed è stato distribuito per un periodo in esclusiva dal nuovo servizio RED(Wire) e poi anche su iTunes.

## Tracce
1. Joseph, Better You Than Me – 4:53